# 리처드 포드
리처드 포드(Richard Ford, 1944년 2월 16일 ~ )는 미국의 소설가이자 단편 소설 작가이다. 소설 더 스포츠라이터 및 후속작 인디펜던스 데이, 더 레이 오브 더 랜드, 렛 미 비 프랭크 위드 유, 그리고 단편집 록 스프링스로 알려진 인물이다. 포드는 1996년에 인디펜던스 데이로 1996년 픽션 부문 풀리처상을 수상했다. 포드의 소설 와일드라이프는 2018년 영화로 각색되었다. 2018년 박경리문학상을 수상했다.